# Tatce
Tatce (německy Tattetz) jsou obec ležící v okrese Kolín asi osmnáct kilometrů západně od Kolína a čtyřicet kilometrů východně od Prahy. Žije v nich 674 obyvatel a jejich katastrální území měří 442 hektarů. Tatce jsou také název katastrálního území o rozloze 4,43 km².

## Historie
Dokladem pravěkého osídlení okolní krajiny je při stavbě ropovodu Družba v roce 1964 nalezené sídliště v poloze Za Mlýnem. Lokalita byla v letech 1968–1970 zkoumána pracovníky Národního muzea, přičemž byly nalezeny zahloubené stavby a sídlištní jámy. Podle získané keramiky bylo místo osídleno v období štítarské kultury, ale i v jiných obdobích pravěku.
První písemná zmínka o vesnici pochází z roku 1292.

### Územněsprávní začlenění
Dějiny územněsprávního začleňování zahrnují období od roku 1850 do současnosti. V chronologickém přehledu je uvedena územně administrativní příslušnost obce v roce, kdy ke změně došlo:
- 1850 země česká, kraj Pardubice, politický okres Kolín, soudní okres Kouřim[6]
- 1855 země česká, kraj Čáslav, soudní okres Kouřim
- 1868 země česká, politický okres Kolín, soudní okres Kouřim
- 1939 země česká, Oberlandrat Kolín, politický okres Kolín, soudní okres Kouřim[7]
- 1942 země česká, Oberlandrat Praha, politický okres Kolín, soudní okres Kouřim[8]
- 1945 země česká, správní okres Kolín, soudní okres Kouřim[9]
- 1949 Pražský kraj, okres Český Brod[10]
- 1960 Středočeský kraj, okres Nymburk
- 2003 Středočeský kraj, okres Nymburk, obec s rozšířenou působností Kolín
- 2007 Středočeský kraj, okres Kolín, obec s rozšířenou působností Kolín[11]

### Rok 1932
Ve vsi Tatce (772 obyvatel) byly v roce 1932 evidovány tyto živnosti a obchody: holič, 3 hostince, kolář, kovář, 2 obchody s mlékem, pekař, porodní asistentka, 21 rolníků, 2 řezníci, 3 obchody se smíšeným zbožím, spořitelní a záložní spolek pro Tatce, 2 trafiky, obchod s uhlím.

## Přírodní poměry
Tatce leží ve Středolabské tabuli. Vesnicí protéká Milčický potok, do kterého se na západním okraji vsi vlévá Jezírkový potok.

## Doprava

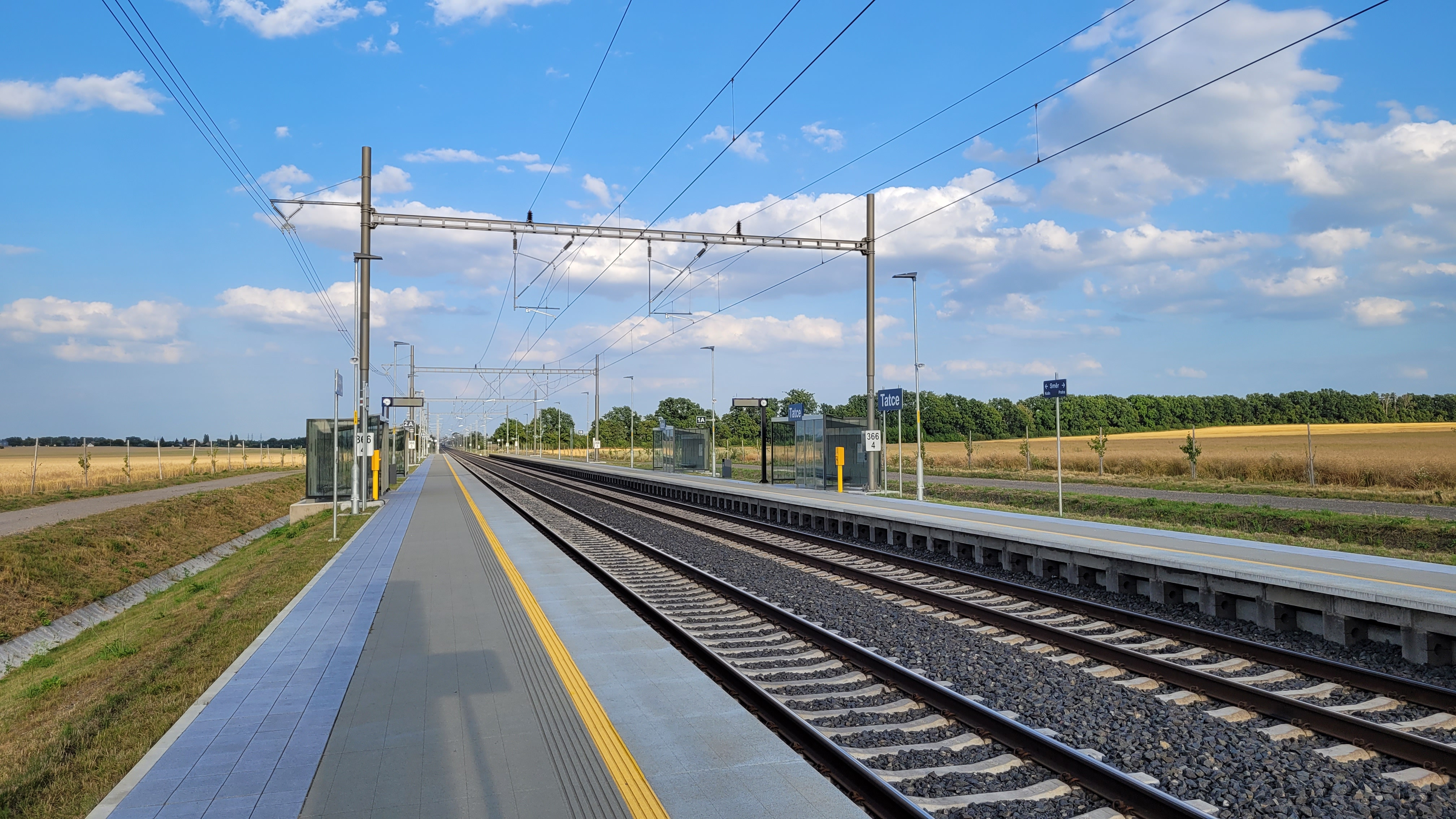
zastávka Tatce na trati Praha – Česká Třebová

Obcí vede silnice II/334 Sadská – Kouřim – Sázava. Obec leží na železniční trati Praha – Česká Třebová. Je to dvoukolejná elektrizovaná celostátní trať zařazená do evropského železničního systému, součást 1. a 3. koridoru. Na ní byla na konci 19. století ve vzdálenosti asi jeden kilometr severně od vesnice zřízena železniční zastávka, nejprve nazvaná po sousední vsi Milčice, od doby první republiky po mnohem lidnatějších Tatcích.
V roce 2011 obcí vedla autobusová linka dvou dopravců Pečky – Klučov,Skramníky – Český Brod – Tuklaty,Tlustovousy (v pracovních dnech pět spojů, dopravce ČSAD POLKOST a v pracovních dnech dva spoje dopravce Okresní autobusová doprava Kolín). Železniční zastávka je součástí pražského systému Esko. V  roce 2011 v ní zastavovalo v pracovních dnech třicet párů osobních vlaků, o víkendu 23 párů osobních vlaků.

## Další fotografie

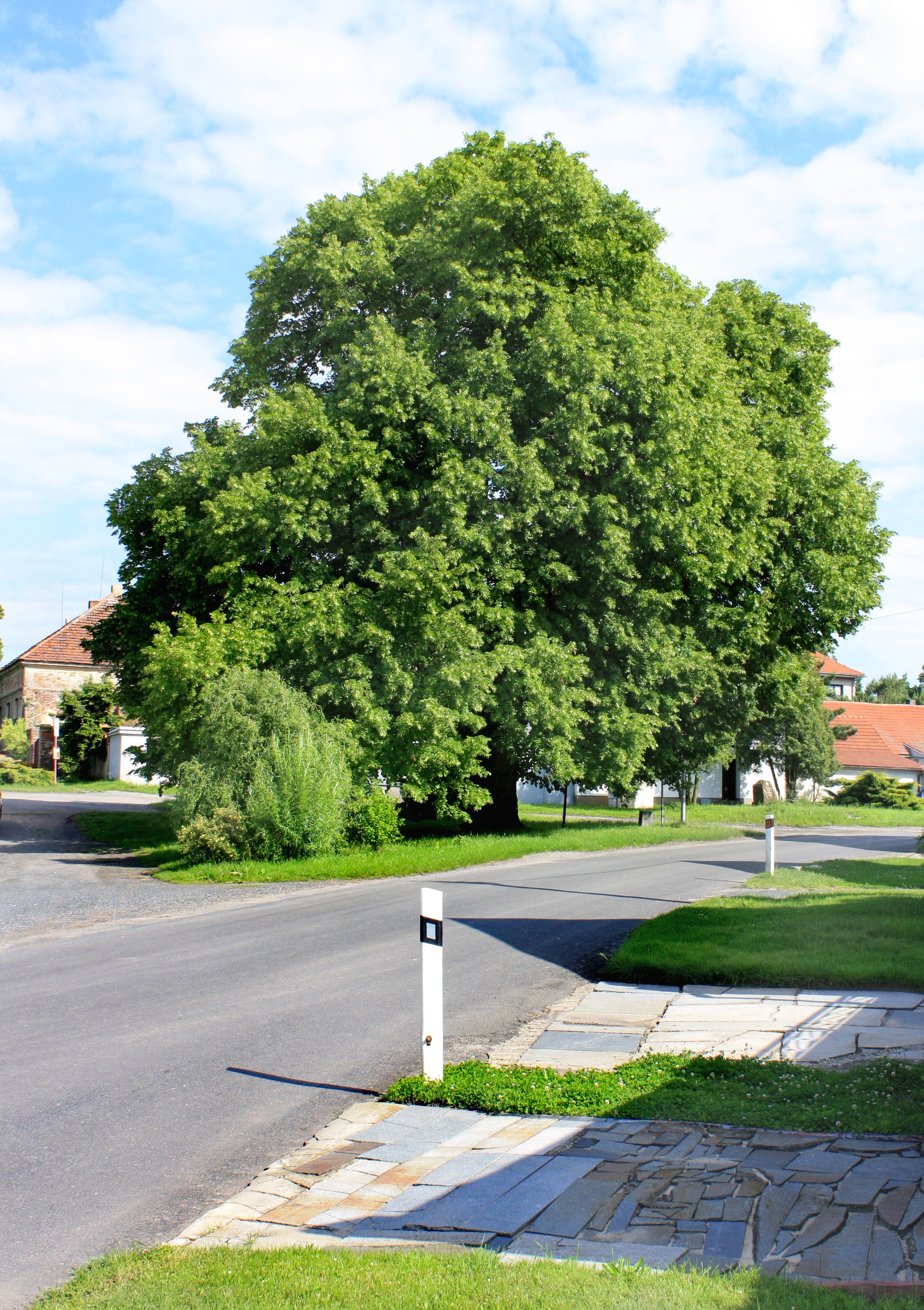
Chráněná lípa na dolní návsi
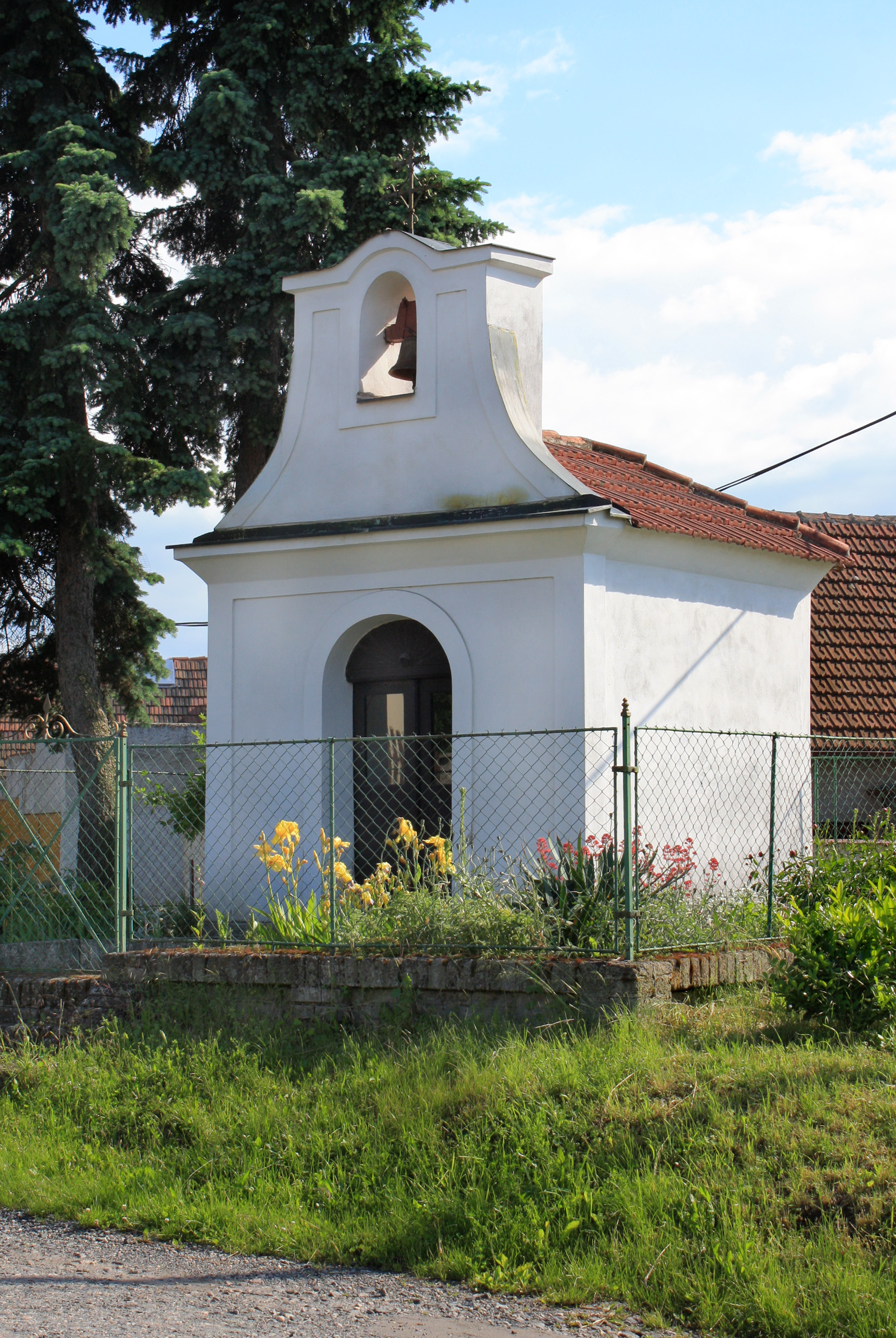
Kaplička
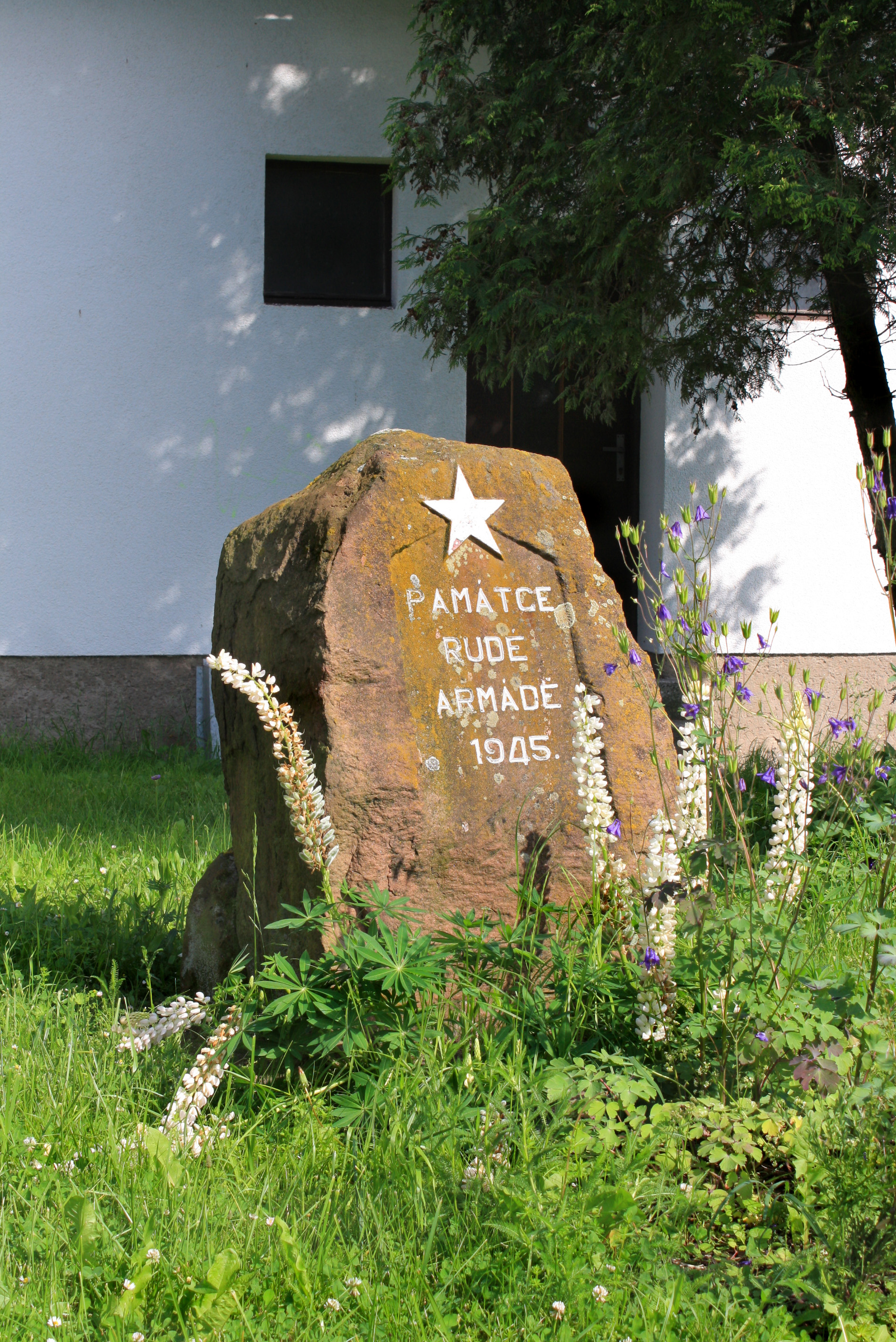
Památník Rudé armády
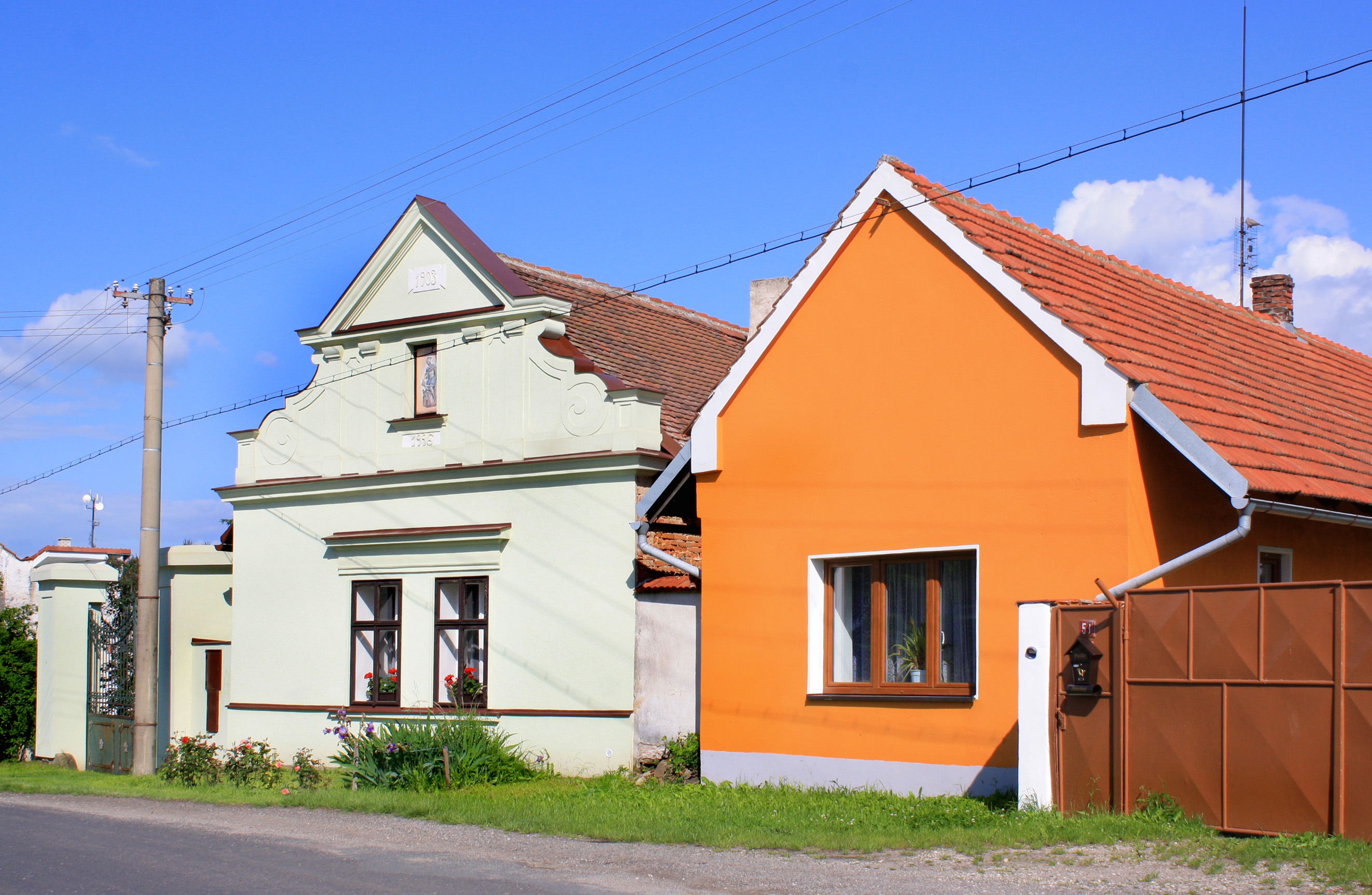
Domky v jižní části vsi
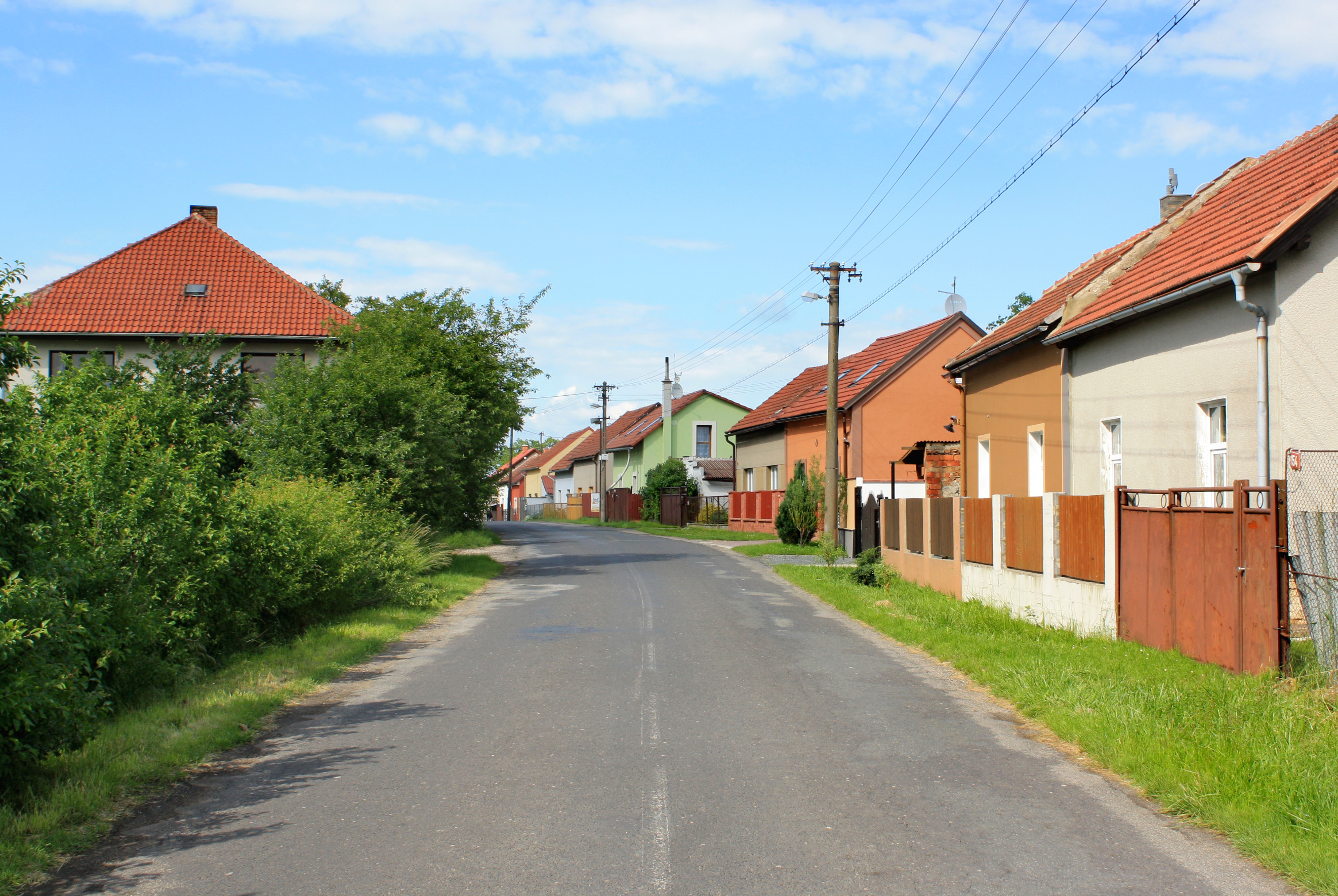
Severní část obce